# Bussy (Cher)
Bussy település Franciaországban, Cher megyében. Lakosainak száma 357 fő (2022. január 1.). Bussy Chalivoy-Milon, Cogny, Dun-sur-Auron, Lantan, Vornay és Osmery községekkel határos.

## Népesség
A település népessége az elmúlt években az alábbi módon változott:
| Lakosok száma | 606  | 453  | 436  | 368  | 368  | 381  | 380  | 362  | 353  | 357  |
|               | 1968 | 1982 | 1990 | 2006 | 2013 | 2015 | 2017 | 2019 | 2020 | 2022 |